# 4210 Isobelthompson
4210 Isobelthompson este un asteroid din centura principală, descoperit pe 21 februarie 1987 de Henri Debehogne.